# Rosental (Gemeinde Heiligenkreuz)
Rosental ist eine Rotte in der Katastralgemeinde Siegenfeld der Gemeinde Heiligenkreuz in Niederösterreich.
Erstmals erwähnt wurde das Rosental im Jahr 1386, damals noch ein von Wäldern umrandetes Tal, das Heinrich II. bereits 1166 zusammen mit dem Dorf Siegenfeld dem Stift Heiligenkreuz geschenkt hatte. Der Name Rosental verweist entweder auf Wiesen (Rasental) oder rührt von Rosstal her, was auf die Nutzung als Pferdeweide hindeutet.